# Claudius Blanc
Pour les articles homonymes, voir Blanc (homonymie).
Claudius Blanc, né le 20 mars 1854 dans le 5e arrondissement de Lyon où il est mort le 14 juin 1900, est un compositeur français.

## Biographie
Claude Blanc, dit Claudius Blanc, naît à Lyon le 20 mars 1854. Il étudie au Conservatoire de Paris, où il est l'élève de Jules Duprato en classe d'harmonie et accompagnement, et de François Bazin puis Jules Massenet en composition.
En 1877, il est lauréat d'un second grand prix de Rome avec la cantate Rebecca à la fontaine. De 1887 à 1889, il est directeur de l'école de musique de Marseille. 
En 1896, il est nommé chef des chœurs de l'Opéra de Paris, où il succède à Léon Delahaye.
Au début de l'année 1900, atteint par la maladie, il se retire en sa ville natale. Il meurt le 14 juin 1900 à Lyon.